# Vega de Juárez, Escuintla
Vega de Juárez är en ort i Mexiko.   Den ligger i kommunen Escuintla och delstaten Chiapas, i den sydöstra delen av landet, 800 km sydost om huvudstaden Mexico City. Vega de Juárez ligger 849 meter över havet och antalet invånare är 102.
Terrängen runt Vega de Juárez är kuperad åt sydost, men åt nordväst är den bergig. Runt Vega de Juárez är det ganska tätbefolkat, med 78 invånare per kvadratkilometer. Närmaste större samhälle är Escuintla, 19,5 km väster om Vega de Juárez. I omgivningarna runt Vega de Juárez växer i huvudsak städsegrön lövskog.